# Temple protestant de Sète
Le temple protestant de Sète est un lieu de culte fondé en 1832 et situé 32 rue Maurice Clavel à Sète. La paroisse est membre de l'Église protestante unie de France.

## Histoire
En 1770, apparaît la première désignation d'une Église réformée dans les Procès Verbaux des synodes provinciaux. Le pasteur est alors André Bastide. Il dessert également Montpellier et Mauguio.
Au XVIIIe siècle, les protestants sétois sont spécialises dans la tonnellerie et le négoce des vins et eaux-de-vie. Quelques uns figurent parmi les plus riches de Sète, comme le suisse Jean Coucler. À la Révolution française, le pasteur Jacques Vincent entre dans une Société populaire de la Montagne anticléricale et quitte ses fonctions en 1792. Des protestants sont élus maires de Sète, M. Flickwier, d'origine allemande, Étienne Ratyé et son fils Joseph Ratyé de Lapeyrade.
En 1832, sous Louis XVIII et avec l'impulsion de Georges Cuvier à la direction des cultes non-catholique dans le cadre du régime concordataire français, est édifié un temple protestant. Il est achevé en 1834.

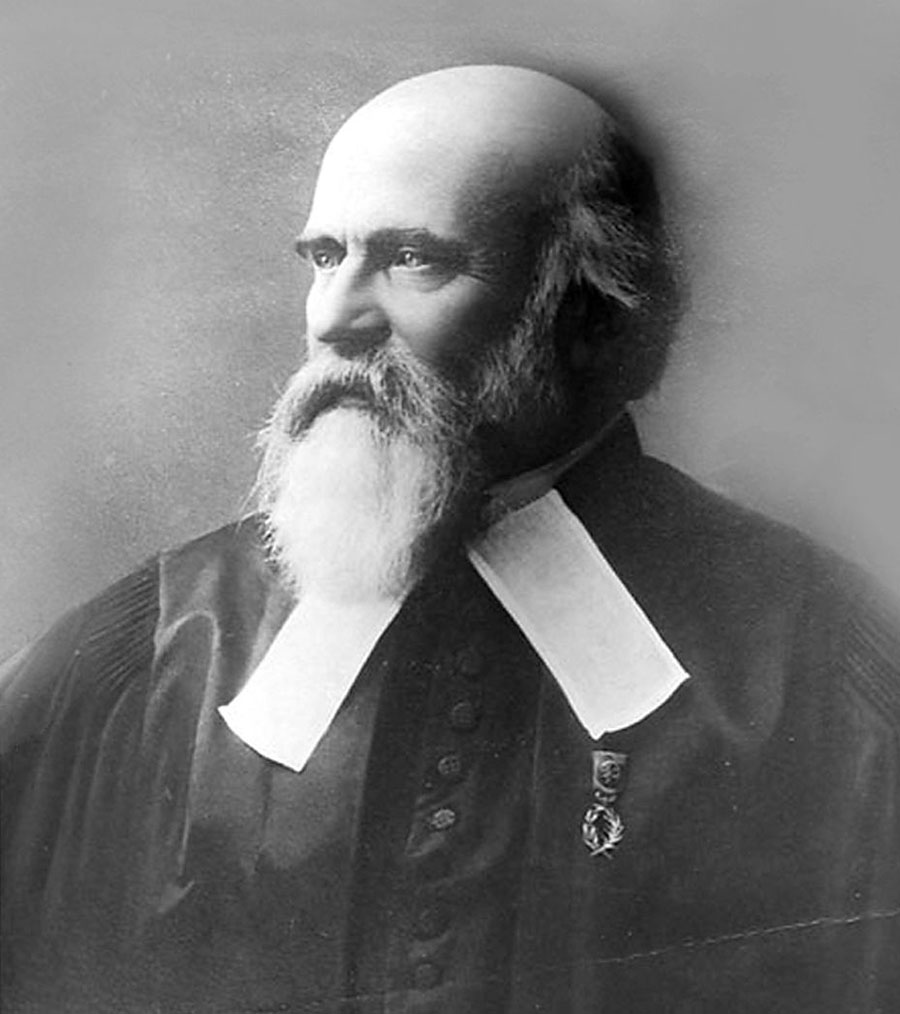
Le pasteur Lucien Benoit-Leenhardt.

Lucien Benoit est pasteur de la communauté de 1862 à 1908. En 1865, l’Église réformée et son pasteur fonde Le Lazaret, œuvre sociale pour permettre la thalassothérapie au plus démunis, qui devient ensuite un centre de vacances,. Le 1er août 1872, année de commémoration des 400 ans du massacre de la Saint-Barthélemy, est inauguré le nouveau temple, rénové et agrandi.
Un orgue est construit début 1900, signé Puget. Il est officiellement inauguré le 23 novembre 1913. Le 24 novembre 1938, l’organiste Léonce de Saint-Martin y donne un récital.
En septembre 1942, Élisabeth Schmidt est affectée à la paroisse réformée de Sète. Elle reçoit la consécration pastorale le 20 octobre 1949 et devient la première femme pasteure de l'Église réformée de France. Elle dessert la ville et les disséminés du bassin de Thau jusqu’en 1958,.
En 2015 et 2021, la paroisse accueille le synode national de l'Église protestante unie de France. Les thèmes sont respectivement « Bénir, témoins de l’Évangile dans l'accompagnement des personnes et des couples » et « Écologie : quelle(s) conversions ? »,.

## Architecture
La façade est ordonnancée, avec des arcs en plein cintre. Au premier étage une baie géminée surmontée d'un oculus apporte de la lumière à la nef. La porte d'entrée est surmontée d'une Bible ouverte, symbole traditionnel des temple réformé reposant sur une double palme. Sur les pages sont écrites en lettres capitale « Sainte Bible » et « Ta Parole est la vérité », citation de l'Évangile selon Jean 17, 17.
À l'intérieur, la chaire est ornée d'une boiserie représentant les tables de la Loi. Elle est surmontée par l'orgue, en tribune. De chaque côté sont disposé des tableaux des cantiques.